# ヴァル・デッラ・トッレ
ヴァル・デッラ・トッレ（伊: Val della Torre）は、イタリア共和国ピエモンテ州トリノ県にある、人口約4,000人の基礎自治体（コムーネ）。

## 地理

### 位置・広がり

#### 隣接コムーネ
隣接するコムーネは以下の通り。
- アルピニャーノ
- アルメーゼ
- カゼレッテ
- ジヴォレット
- ルビアーナ
- サン・ジッリオ
- ヴァリゼッラ
- ヴィウ